# Šárka Barborková-Démar
Šárka Barborková-Démar (ur. 6 listopada 1985 w Pradze) – czeska siatkarka, grająca na pozycji przyjmującej.
Jej mężem jest siatkarz Matyáš Démar.

## Sukcesy klubowe
Liga czeska:
- 2003, 2004

Puchar Czech:
- 2004

Liga niemiecka:
- 2011

Liga włoska:
- 2012

## Wyróżnienia
- 2011: Najlepsza przyjmująca Ligi Europejskiej